# Parafia św. Wojciecha w Rusku
Parafia św. Wojciecha w Rusku – parafia rzymskokatolicka, znajdująca się w archidiecezji poznańskiej, w dekanacie boreckim. 
Kościół w Rusku po raz pierwszy odnotowany został w dokumentach z 1423 roku. Był to kościół pomocniczy w parafii cerekwickiej. Drewniana świątynia pw. św. Wojciecha powstała w Rusku w roku 1613, wystawił ją Wojciech Suchorzewski, a konsekrował 10 maja 1626 biskup sufragan poznański Jan Trach Gniński. W 1833 roku został wzniesiony aktualny jednonawowy kościół parafialny o konstrukcji szachulcowej. W trakcie generalnego remontu w 1913 odbudowano kruchtę i kaplicę od strony północnej. Wnętrze kościoła zdominowane jest przez wystrój barokowy. 
Przed kościołem znajduje się kamienna barokowa figurka Najświętszej Maryi Panny z 1763 roku.
W obecnym obiekcie zachowały się także elementy z poprzedniego drewnianego kościoła:
- niewielki renesansowy ołtarz główny (1630)
- obraz patrona kościoła (1630)
- barokowa ambona
- rokokowy prawy ołtarz boczny